# Ca’ Vendramin Calergi
Ca’ Vendramin Calergi – renesansowy pałac w Wenecji, w dzielnicy (sestiere) Cannaregio, którego budowę, według projektu Maura Codussiego, rozpoczęto w 1481, a ukończono w 1509 roku, pięć lat po śmierci projektanta. Budynek miał licznych właścicieli. W 1946 roku został przekazany Gminie Wenecja, która ustanowiła w nim zimową siedzibę Kasyna Weneckiego.
13 lutego 1883 roku w pałacu zmarł Richard Wagner (co upamiętnia tablica).

## Historia
Dokładna data budowy pałacu Ca’ Vendramin Calergi nie jest znana, jednak według historyków prace budowlane rozpoczęto w 1481 roku, po wykupieniu zabudowanego terenu, na którym miał stanąć nowy budynek. Pierwszym patrycjuszem, który był związany z jego dziejami, był wpływowy wenecki szlachcic, Andrea Loredan oraz jego ród. Projekt sporządził architekt Mauro Codussi, dla którego pałac okazał się szczytowym osiągnięciem. Według źródeł historycznych pałac został ukończony w 1509 roku, pięć lat po śmierci projektanta, przez warsztat Lombardo. W 1581 roku, kiedy rodzina Loredan popadła w kłopoty finansowe, budynek został sprzedany za sumę 50 tysięcy dukatów księciu Brunszwiku-Calenbergu, Erykowi, miłośnikowi Wenecji. Po dwóch latach pałac stał się własnością Wilhelma Gonzagi, markiza Mantui, który z kolei sprzedał go weneckiemu szlachcicowi, Vittore Calergi. Pod jego kierunkiem pałac przeżył rozkwit i został rozbudowany; pojawiło się przy nim tzw. „białe skrzydło” („ala bianca”), wzniesione w 1614 roku na terenie ogrodu według projektu Vincenza Scamozziego.

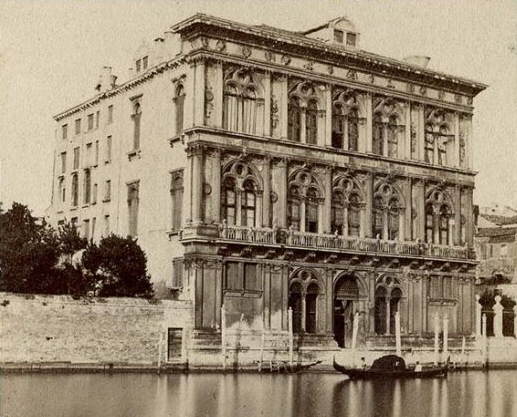
Carlo Naya, fotografia pałacu z lat 70. XIX w.

W 1739 roku pałac, ze względów dynastycznych, przeszedł w ręce Niccolò Vendramina, który wzbogacił go dwoma posągami, Adam i Ewa, dłuta Antonia Rizza oraz dwiema kolumnami z jaspisu, pochodzącymi ze świątyni Artemidy w Efezie. Ponieważ rodzina Vendramin była spokrewniona z Calergi, ich nazwiska dały pałacowi jego obecną nazwę. W 1844 roku pałac został sprzedany księżnej Karolinie Burbon-Sycylijskiej, wdowie po księciu Du Berry, która zarządziła przeniesienie swej kolekcji dzieł sztuki do nowej rezydencji oraz zbudowała teatr, do którego uczęszczali czołowi przedstawiciele weneckiego patrycjatu. Jednak po poważnych trudnościach finansowych zwróciła się o pomoc do syna, Henryka, hrabiego Chambord, który spłacił długi matki, a pałac przekazał rodzinie Lucchesi Palli. Po niepokojach okresu jednoczenia Włoch właściciele musieli sprzedać pałac, a liczne dzieła sztuki wystawiono na aukcji w Paryżu. Po śmierci księżnej Karoliny Burbon-Sycylijskiej stał się rezydencją hrabiego de ’Bardi i książąt Grazii, którzy gościli Richarda Wagnera w czasie, gdy pracował on nad Parsifalem. Wagner mieszkał w pałacu w latach 1882–1883, aż do śmierci, 13 lutego. Na fasadzie zwróconej w stronę Canal Grande wisi poświęcona mu tablica pamiątkowa Wagnerowi z cytatem Gabriele D’Annunzio.
W 1937 roku pałac kupił Giuseppe Volpi, który częściowo go odnowił, urządził mieszkanie na pierwszym piętrze, które miało być wykorzystane na występy i seminaria, natomiast drugie piętro zostało przeznaczone na potrzeby centrum zjawisk elektromagnetycznych i elektrycznych. W 1946 roku pałac stał się własnością Gminy Wenecja, która urządziła w nim zimową siedzibę kasyna miejskiego.

## Architektura

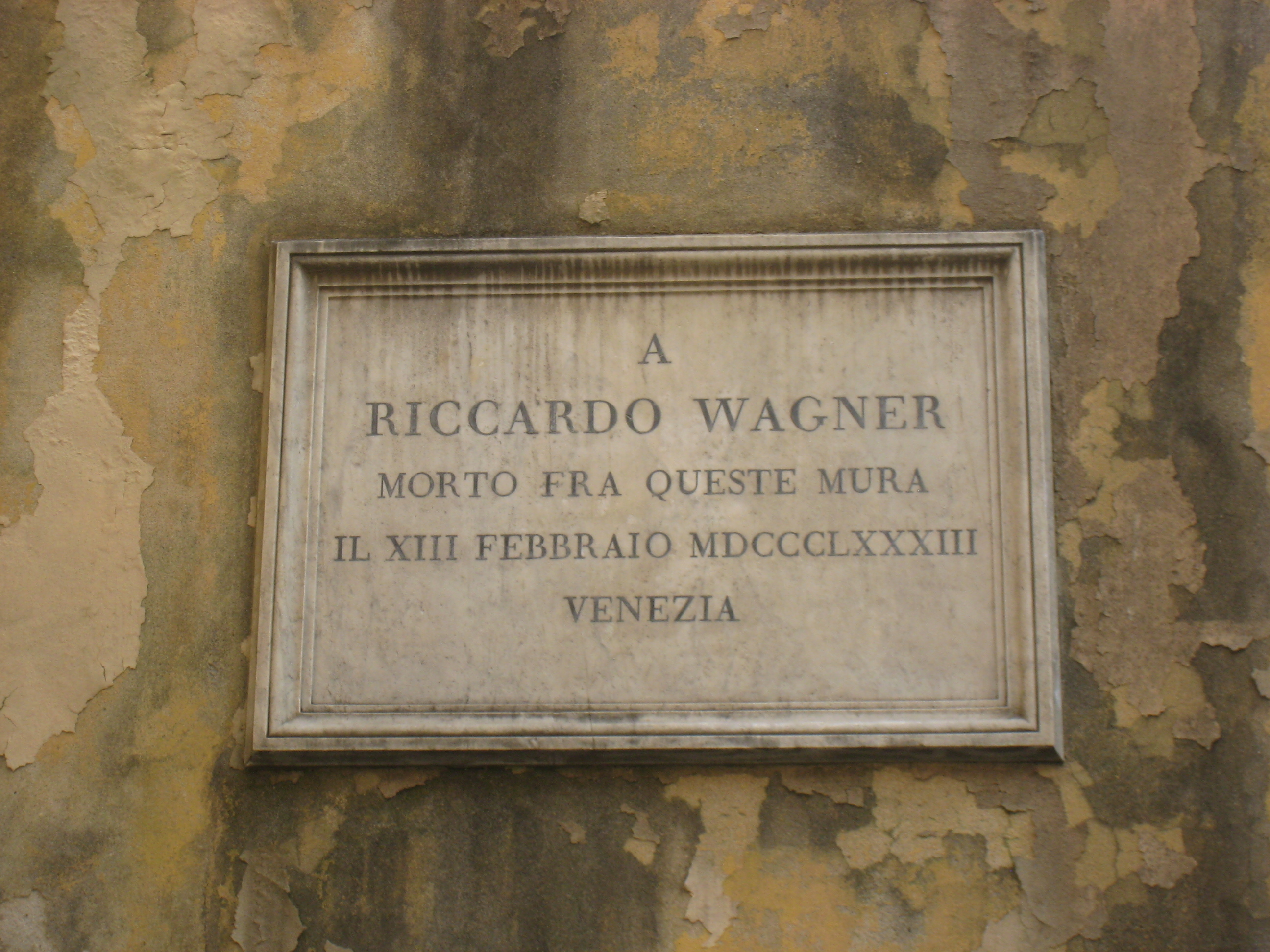
Tablica upamiętniająca śmierć Richarda Wagnera

Majestatyczna i jednocześnie harmonijna konstrukcja czyni pałac pierwszym „nowoczesnym” budynkiem nad Canal Grande, w okresie poprzedzającym znaczące realizacje Sansovina. Konstrukcję cechuje geometryczny rygor, harmonia linii i kształtów oraz chromatyczna dekoracja z marmurów, zgodnie z XV-wiecznym gustem. W tym dziele, skierowanym fasadą w stronę Canal Grande, Codussi finalizuje i stosuje, w obszernej skali, schemat architektoniczny, wypracowany już podczas budowy Palazzo Corner Spinelli. Wskazują na to dwa rzędy biforiów na piętrach, oddzielonych od siebie pojedynczymi, lub podwójnymi półkolumnami. Biforia składają się z dwóch łukowo zamkniętych okien, połączonych większym łukiem, z okrągłym oculusem pośrodku. Wyjątkowość obiektu wyraża się również w trzech porządkach architektonicznych oraz w odrodzeniu idei łuku triumfalnego, widocznej w bliźniaczych, skrajnych partiach fasady. 
Kondygnacje przedzielają wydatne, kamienne gzymsy, pokryte zdobieniami. Kamienna dekoracja fasady była czymś wyjątkowym w tamtym okresie, gdy jako materiału wykończeniowego używano cegły lub tynku. Na fasadzie znajduje się łaciński napis „NON NOBIS DNE NON NOBIS”, będący początkiem psalmu 115: „Nie nam, Panie, nie nam, (lecz Twemu imieniu daj chwałę)”. Werset ten, stanowiący motto templariuszy, którego idee były bliskie Andrei Loredanowi, stał się później mottem tego rodu. Dębowe liście wokół napisu symbolizowały w tradycji łacińskiej obrońcę miasta, człowieka oddanego dobru publicznemu, co stanowiło wartość bardzo cenioną przez ówczesną wenecką szlachtę.
W przeciwieństwie do fasady piętra rozplanowano w sposób tradycyjny, w kształcie litery T, gdzie salony sąsiadują z mniejszymi, drugorzędnymi pomieszczeniami.

## Wnętrze
Spośród wielu dzieł, które zdobiły wnętrze pałacu, a które później zniknęły, zachowały się dwa płótna Nicolò Bambiniego w piano nobile.
Na parterze (z wejściem od strony Canal Grande) znajduje się duży, centralny hol i trzy pokoje, urządzone w stylu renesansowym przez kolejnych właścicieli zarządzających rezydencją.
Prestiżowe pokoje na pierwszym piętrze, ozdobione obrazami Palmy młodszego są wykorzystywane do organizacji przyjęć, uroczystych kolacji, spotkań firmowych i konferencji.
Na drugim piętrze budynku mieszczą się pokoje gier kasyna weneckiego. Na ścianach wyłożonych adamaszkiem wiszą cenne obrazy, a na sufitach – żyrandole z Murano. Na posadzkach stoją zielone stoły do gry w ruletki (między innymi we francuską ruletkę) i gry karciane, takie jak, między innymi: poker karaibski, blackjack czy punto banco oraz automaty do gier.

## Muzeum Wagnera
13 lutego 1995 roku pomieszczenie na mezzaninie, w którym mieszkał Richard Wagner, zostało przekazane przez władze lokalne stowarzyszeniu Associazione Richard Wagner di Venezia, kierowanemu przez Giuseppe Pugliese. Pomieszczenie zostało następnie przekształcone w muzeum i otwarte dla publiczności. W 2003 roku do muzeum dodano także sąsiednie pomieszczenia, w których mieści się kolekcja-darowizna Josefa Lienharta, obejmująca rzadkie dokumenty, plakaty, partytury, podpisane listy, obrazy, zapisy, litografie i różne inne pamiątki. Jest to obecnie największa prywatna kolekcja poświęcona Wagnerowi poza Bayreuth. Stowarzyszenie organizuje wystawy, spotkania, konferencje i wydaje publikacje mające na celu poszerzenie wiedzy o życiu i muzyce i twórczości literackiej Richarda Wagnera. W skład stowarzyszenia wchodzi również Centro Europeo di Studi e Ricerche Richard Wagner, mające siedzibę w muzealnych pomieszczeniach.